# 吳培華
吳培華（？—2021年2月16日），紐西蘭奧塔哥大學人類學博士，台灣國立清華大學博士後研究員。主要研究領域為太平洋考古學、地質考古學、陶器與石器分析。吳培華從紐西蘭返回台灣後投入基隆和平島聖薩爾瓦多城暨修道院考古發掘研究計畫現場常駐考古人員。2020年8月中華民國總統蔡英文至和平島視察時，吳培華曾為蔡英文解說，並且帶她參觀考古探坑。2021年因癌症辭世。